# Feistritz an der Drau
Feistritz an der Drau è una località del comune austriaco di Paternion, in Carinzia. È uno dei sei comuni catastali (Katastralgemeinde) del comune, del quale costituisce la frazione più popolosa con circa 1 700 abitanti.
Stazione sciistica specializzata nello sci nordico, ha ospitato una tappa della Coppa del Mondo di biathlon 1986 e i Campionati mondiali della medesima specialità nel 1989.